# Медленная сортировка
Медленная сортировка (англ. Slowsort) — непрактичный и юмористический алгоритм сортировки. Он основан на принципе размножай и сдавайся (англ. multiply and surrender), пародии на разделяй и властвуй. Его опубликовали Андрей Бродер и Йорге Столфи в 1986 году в своей статье Pessimal Algorithms and Simplexity Analysis (Пессимальные алгоритмы и анализ простоты, пародия на оптимальные алгоритмы и анализ сложности).

## Алгоритм
Медленная сортировка — рекурсивный алгоритм.
Он может быть описан следующим образом:
1.1. Рекурсивно отсортировать первую половину.
1.2. Рекурсивно отсортировать вторую половину.
1.3. Найти максимум всего массива, сравнивая результаты 1.1 и 1.2, и поместить его в конец массива.
2. Рекурсивно отсортировать весь массив, кроме максимума.
На псевдокоде он реализуется следующим образом:
```
подпрограмма slowsort(A, i, j)                      // сортирует массив A[i], ..., A[j]
    если (i >= j) то вернуться
    m := floor((i+j)/2)
    slowsort(A, i, m)                               // (1.1)
    slowsort(A, m+1, j)                             // (1.2)
    если (A[j] < A[m]) то поменять A[j] и A[m]      // (1.3)
    slowsort(A, i, j-1)                             // (2)
```

Возможная реализация на Haskell:
```
slowsort
 
::
 
Ord
 
a
 
=>
 
[
a
]
 
->
 
[
a
]

slowsort
 
xs

    
|
 
length
 
xs
 
<=
 
1
 
=
 
xs

    
|
 
otherwise
      
=
 
slowsort
 
xsnew
 
++
 
[
max
 
llast
 
rlast
]
  
-- (2)

    
where

        
l
     
=
 
slowsort
 
$
 
take
 
m
 
xs
  
-- (1.1)

        
r
     
=
 
slowsort
 
$
 
drop
 
m
 
xs
  
-- (1.2)

        
llast
 
=
 
last
 
l

        
rlast
 
=
 
last
 
r

        
xsnew
 
=
 
init
 
l
 
++
 
min
 
llast
 
rlast
 
:
 
init
 
r

        
m
     
=
 
fst
 
(
divMod
 
(
length
 
xs
)
 
2
)

```

## Сложность
Время выполнения {\displaystyle T(n)} медленной сортировки равно {\displaystyle T(n)=2T(n/2)+T(n-1)+1}. Медленная сортировка не в полиномиальном времени. Даже в лучшем случае она хуже сортировки пузырьком.